# 陝西飛機工業公司
陝西飛機工業公司（中国語：陕西飞机工业集团、英語：Shaanxi Aircraft Corporation）は、陝西省漢中市に本社を置く中国の航空機メーカーであり、中国人民解放軍向けのサプライヤーである。中国航空工業集団（AVIC）の子会社である。陕飞（Shanfei）と略される。漢中城固空港に隣接した工場を持つ。

## 製品

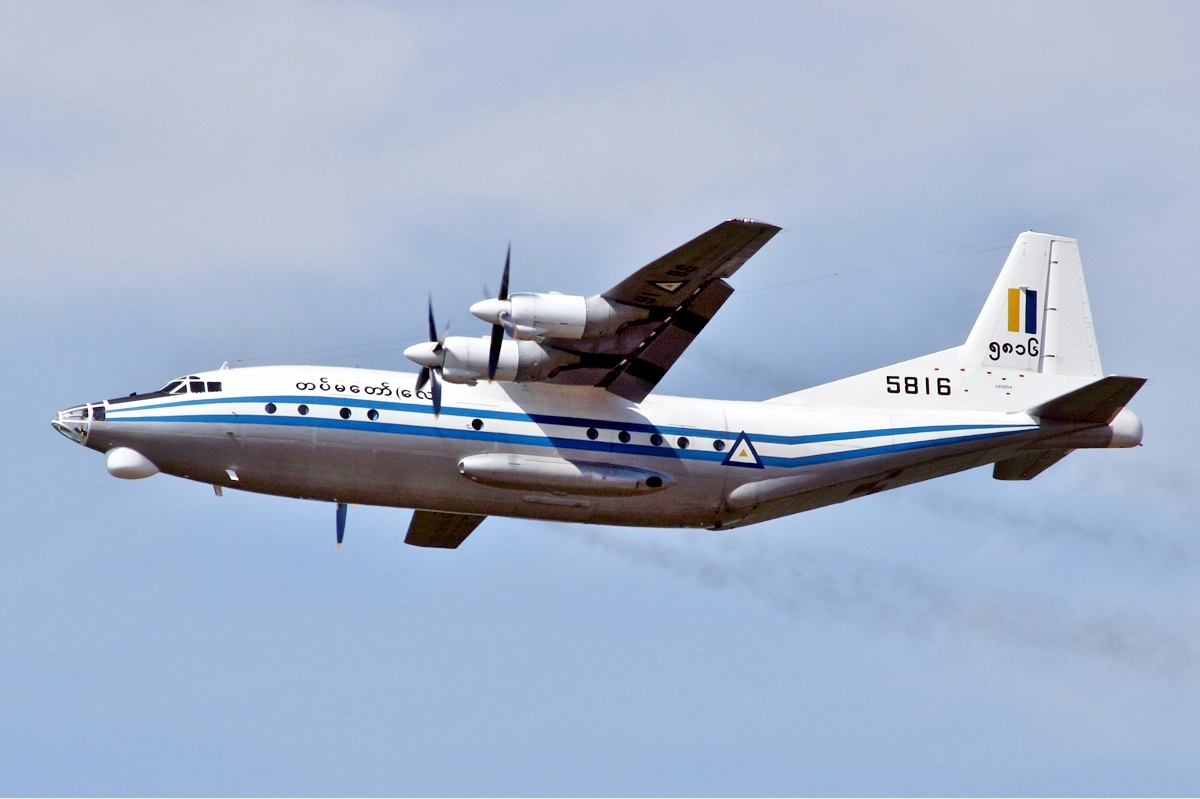
Y-8

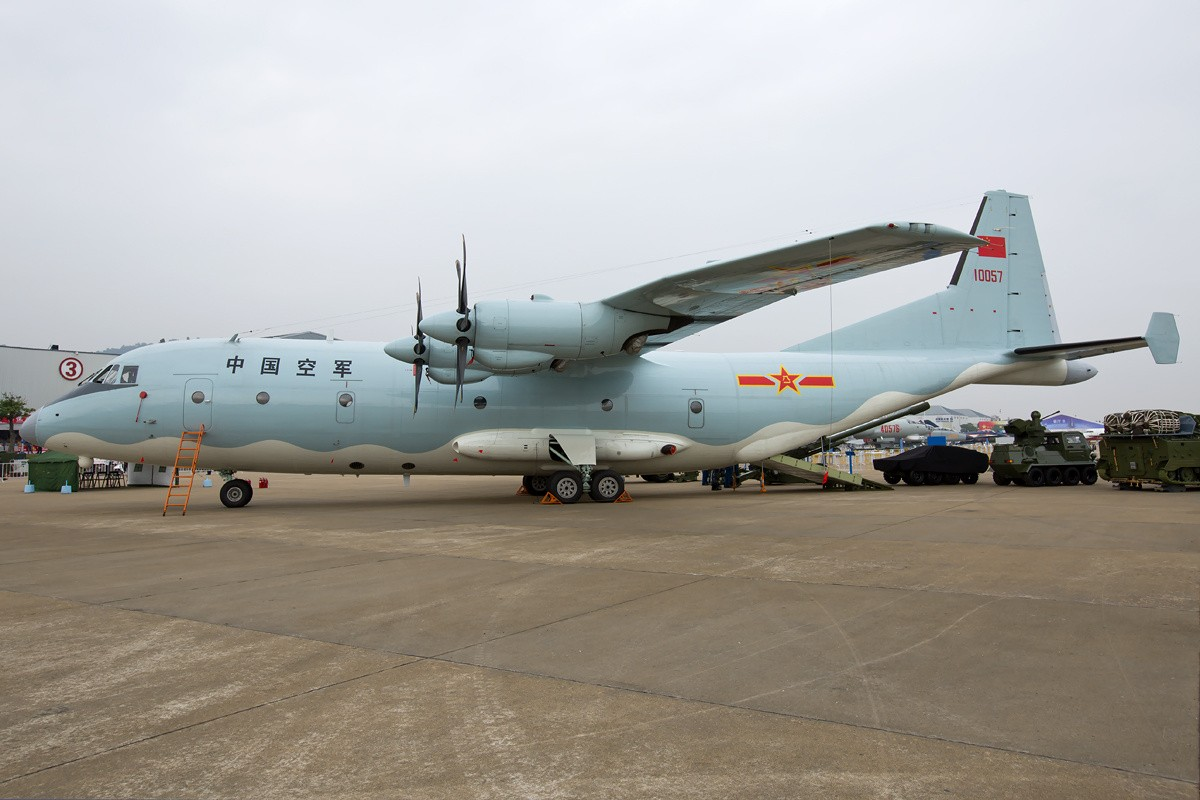
Y-9（2014年中国国際航空宇宙博覧会）

### 輸送機
- Y-8 中型中距離輸送機、アントノフAn-12のほぼコピー 
  - Y-8 ESM - 電子戦機
  - Y-8 C3I - 空中指揮機
  - Y-8 戦場監視機
  - Y-8 レーダーのテストベッド機
  - Y-8 海上哨戒機
  - Y-8 アビオニクスのテストベッド機
  - Y-8-F600 輸送機
- Y-9 多目的輸送機 - より多くの積載量と航続距離を確保した、Y-8Fの拡張版として開発された。 Y-9は、C-130Jクラスの輸送機を建造するための中国の試みと考えられている[4]。
- Y-5 輸送機 - アントノフ An-2のコピー
- Y-7 輸送機 - アントノフ An-24のコピー